# ハッスル (漫画)
『ハッスル』は、一色まことによる女子プロレス・スポ根漫画。

## 概要
「ビッグコミックスピリッツ」（小学館）誌上において1995年43号から1997年45号にかけて、多くの休載を挟みつつ連載された。単行本はビッグスピリッツコミックスより全6巻。
作品タイトルは『ハッスル』のみであるが、単行本表紙には『青春バトル無差別級 ハッスル』と煽り文句のようなものと一緒に表記されている。なお、中表紙では『青春ストーリー無差別級 ハッスル』と文面が変わっている（全巻共通）。
女子プロレスを題材としたスポ根漫画。京都の祇園で舞妓をしていた主人公が、憧れのプロレスラーの復帰を契機にプロレスの道を歩み始めるまでを描きプロローグにあたる「祇園編」と、プロレス団体に所属してからのデビュー戦に向けての特訓とデビュー戦の様子を描いた「プロレス編」の2編からなっている。なお、「プロレス編」の名は単行本に拠るが、「祇園編」は特に命名されておらず、本稿執筆のために便宜的に名付けたものである。
作者の得意とする人情話が非常に上手にまとまっており、思わずほろっとさせられる様な一面があり、また同じく作者の得意とする愛らしい子供の描写も健在であり、他作同様に内容・絵共に心温まる作品となっている。
作中の展開、および取材協力として長与千種率いるGAEA JAPANが挙げられていることから、山吹涼子と山吹組は彼女達をモデルとしていることが推測される。

## あらすじ

### 祇園編
祇園の舞妓リンダは、プロレス好きと一風変わりながらも、確かな人気を誇り将来を有望されていた。引退していた憧れのプロレスラー山吹涼子の復帰と新団体設立する事となった。意を決して試験に参加したリンダは見事に合格し、人間関係から祇園に後ろ髪を惹かれながらもプロレスラーとなる事を決意する。

### プロレス編
試験の合格者は5人はボロ寺に泊まり込み、一切の取材拒否でわずか3ヶ月後のデビュー戦に向けて雑用や練習に明け暮れる事となった。修行でやって来た栄心が潜入取材記者である事を知った山吹は口からでまかせで「リンダが自分の後継者である」との情報を栄心に流す。この情報が元で、リンダは対戦相手である東日本女子プロレスから狙われる事となり、特別訓練の為、単身男子プロレス竜神舎に預けられる事となる。遂にデビュー戦当日を迎え戦いの火蓋が切られる事となる……。

## 登場人物
※体重は試合時の物、もしくはオーディション時→試合時

### 主人公
林田 鈴（はやしだ すず） / リンダ / 鈴太（りんた） / RINDA
168cm、45kg→120パウンド (55kg)。10月10日生まれの16歳（ただし開始3話で17歳に）。
本作の主人公で通称リンダ。かつて芸妓であった、男に依存し勝ちな母親を持つ。中学2年時に母に振られた男に襲われた事をきっかけとして芸妓になる事を決意し、母の口利きで卒業を待たずに祇園へと単身でやって来た。舞妓としての芸名は鈴太。プロレス好きで羽目を外す事はありながらも器量・度胸・頭の良さと三拍子揃っていることから、芸子としての将来を嘱望される。
引退していた憧れのレスラー山吹の新団体設立を知り、プロレスラーになる事を決意。見事試験に合格しデビューに向けて特訓を積む中、栄心をだます為に山吹が口からでまかせで言った「リンダが山吹の後継者」との嘘の情報により、東女からの潰す標的とされる。これを乗り切る為の特別訓練として悪名高い男子プロレス団体竜神舎において特訓を行い、山吹とのタッグによってデビュー戦を果たす。リングネームはRINDA。
非常にスタイルはいいものの、レスラーとしては細すぎる。ただし、肝が据わっていて機転がきくなど才能はある模様。

### 祇園編

#### 甲田屋
かつてはリンダの母親も所属していた祇園の置屋。在籍する芸子や舞妓は鈴にちなんだ芸名を名乗る。
おかあさん
甲田屋のおかみで名前は不明。リンダを実の娘の様に可愛がっており、当初はプロレスラーになる事を反対していたが、その思いの深さを汲み、リンダをクビにすると言う形で彼女の夢を後押しする。
りん弥（りんや）
リンダと同期の舞妓。
きんや
リンダ達の先輩にあたる芸子。舞妓達からねえさん付けで呼ばれる。
風鈴（ふうりん）
リンダ達の先輩にあたる芸子。舞妓達からねえさん付けで呼ばれる。極力面倒毎には首を突っ込まないが、最終的には後輩達の面倒を見ている。

#### 馴染みの客とその関係者
木村 / キムちゃん
京丸銘菓株式会社のやり手の2代目社長だが、リンダにべた惚れしておりリンダの前では全くの骨抜きとなる。33歳と祇園の常連では一番若いが、頭が非常に薄いため年配に見られる事が多い。2度の離婚経験者。リンダと肉体関係ありいろいろな技を仕込んでいる。
小林（こばやし）
京丸銘菓株式会社の専務。リンダの為にと木村が動く際のしわ寄せを全て受ける悲劇の男。
義治（よしはる）
木村の実弟。呉服屋角屋に婿養子に出ており、木村がリンダにプレゼントする和服を用意させられる。
野島先生
馴染みの客。リンダを呼んでは腕相撲を挑むが、いつも負けてしまう。
三太（さんた）
馴染みの客。プロレス好きで、リンダを呼んではプロレスに興じる。

#### その他
晴臣（はれおみ） / 晴ちゃん（はれ-） / 晴にいさん
祇園で舞妓の着付けをしている男性。面倒な事をとにかく嫌う。祇園でリンダに振り回されない唯一の男であり、リンダの目付役としてオーディション会場に付き添う。リンダを妹の様に可愛がっている様子で、彼女がプロレスを出来る様にとおかみの説得をしている。
夏夜（なつよ）
別の置屋に所属するリンダの同期の舞妓で、特にリンダとは親しかった模様で一緒に芸妓になる約束をしていた。もち肌。
玉萩（たまはぎ）
別の置屋に所属するリンダの同期の舞妓。
松の家のおかみ
茶屋・松の家のおかみ。甲田屋のおかみとなんとかリンダを祇園にとどめようとする。
信夫（のぶお） / グチ夫
流石酒店の三男坊でプロレスおたく。あだ名は恐らく常に愚痴っぽい事から。
うららばあさん
祇園の占い師。リンダが祇園始まって以来のスターとなる事を予言する。多くの猫を飼っている。
林田 礼子（はやしだ れいこ）
リンダの母。回想でのみの登場。元は豆鈴の名で甲田屋にいた舞妓だったが、18歳の時にリンダの父と駆け落ち。リンダの父の死亡後、つてを使って今度は東京の新橋から芸者に出て再び客と駆け落ちする。男がいないと駄目な女性で、これ以降も別れては新しい男と付き合うと言う事を繰り返し、芸者からはつま弾きにされる。その後もホステスなどをしながらリンダを育てる。リンダの他にリンダと10歳離れた息子がいる。
吉岡（よしおか）
晴臣の大学時代の友人で東京圏に在住。リンダの試験中、晴臣は彼の家に滞在していた。
清助（きよすけ）
京都駅のキヨスクの店員。風鈴と知り合い。

### プロレス編

#### 山吹組関係者
女子プロレスを引退していた山吹が復帰戦で旗揚げを宣言した新団体。一般募集によるオーディションによってメンバーを選び、最終的には5人が残る事となった。モデルはGAEA JAPAN。
山吹 涼子（やまぶき りょうこ）
170cm、143パウンド (65kg)。
リンダ達の憧れのプロレスラーで、元東女チャンピオン。当時からその実力は抜きん出ていた。容姿も綺麗であり、引退後は芸能活動で成功を収めていた（少なくともCM2本に出演）。突如3年振りのカムバックで東女との対戦を行い、見事勝ちを収めその場で新団体を旗揚げを宣言する。試験に合格したメンバーと寺で合宿を行うも、芸能活動が忙しくいない事が多かった。旗揚げ戦ではリンダとタッグを組んでフィナーレを飾った。口癖は「痛いのは商売のうち」。長与千種がモデル。
関 咲子（せき さきこ） / セキコ
180cm、90kg→220パウンド (100kg)。17歳。柔道をかじっている。
小学5年生以来のリンダの親友（マブダチ）で、リンダが祇園に来る際に母や弟よりも別れがつらかった人物。山吹組のオーディション会場において3年振りの再会を果たす。リンダをプロレス好きにした張本人であり、リンダと同じく山吹の大ファン。小女時代にはいつもリンダとプロレスごっこをして遊んでいた。見事試験に合格しリンダと共に山吹組の一員となる。巨体の割には非常に素早く、体力もあり実力はあるが、優しい性格故、相手を無意識に気遣ってしまい手加減をしてしまう。あさ美によってタッグ戦のパートナーに指名され、デビュー前から東女に出向き、敵として山吹組の旗揚げに参戦し、山吹&リンダ組と対戦する。
木藤 忍（きとう しのぶ） / カメ
172cm、60kg→143パウンド (65kg)。20歳。神奈川県出身。空手二段、柔道初段、合気道と少林寺も嗜む。OL経験者。
山吹の新人メンバーの中で最年長である事からか勝手に新人代表を名乗り始め、いつも勝手にしきり出し口うるさい。容姿に劣等感を持っており、過去のトラウマから美人が嫌い。ブスと言われるとキレて手がつけられなくなる。格闘技経験が豊富で、メンバーの中でも実力は高いが、体が非常に硬い。男性的な体格をしており腹筋が割れており、スタイリストのすすめで髪を短くしてからは男性にしか見えない。山吹組の旗揚げの初戦を飾り、西女の五月と対戦する。パンフレットに伊村の悪戯で亀頭と誤表記され、初戦にして「カメ」と言うあだ名がつくこととなる。
英 かおり（はなぶさ -） / KAORI
142cm、42kg→110パウンド (50kg)。16歳で高校1年に在籍。富山県出身。
メンバー最年少かつ最小。「かおりは」と一人称に自分の名前を使う。パンツの一番のお気に入りで、よく散歩に狩り出される。関節が非常に柔らかく、決めにくい。また痛い振りをするのが非常に旨く、練習中は良くメンバーをだましていた。旗揚げではKAORIのリングネームで伊村とタッグを組みデビューし、PEEKABOOと対戦。伊村をキレさせる為にと左腕を骨折・脱臼にさせられた。
伊村 千春（いむら ちはる）
165cm、55kg→132パウンド (60kg)。17歳。千葉県出身。高校に入ってすぐに中退している。
いかにもな元ヤンキーで、非常に短気でカッとなってはすぐに暴力を振るう。このような性格をした姉の将来を心配した弟の薦めによってオーディションを受け合格。ひねくれた態度をとって一歩引いている事が多い。旗揚げではかおりとタッグを組みデビューし、PEEKABOOと対戦。策略にはまり試合後に大暴れをし、山吹組の評判を落とすが、リンダに止められ最悪の事態は避けられた。
きんさん・たまさん
まん丸い顔をした、恐らく双子の性別不明の老人。2次予選中、受験者達の身の回りの世話を行った。
神部 智明（かんべ ともあき）
山吹のマネージャー。お人好しで気が弱い優男で、すぐに回りに流される。メンバーからは「使えない」と思われている。

#### 東日本女子プロレス
通称「東女」（とうじょ）。かつて山吹が所属していた団体。全日本女子プロレスがモデルと推測される。
藤村 あさ美（ふじむら あさみ）
177cm、143パウンド (65kg)。
東女のエースであり女王。山吹引退後の最強の選手。ある日突然山吹が街で拾って来て鍛え上げ、自分のパートナーにまで育て上げた。過去に単身で竜神舎に修行に乗り込んでおり、その事をきっかけとして竜崎と付き合う。引退時に山吹があさ美が自分の後継者である事を否定したのを聞いて、自分が認められていないと思い込み、嘘から山吹の後継者として名指しされたリンダに異常な敵対心を燃やす。そしてかつてその重さから自分が着け続ける事の出来なかった「鉄の下着」を来て練習をこなすリンダを目の当たりにし、その潜在力を認め打倒の為にと普段はしない練習を始める。目的の為には手段を選ばない。
社長
名前は不明。非常に計算高いしたたかな性格で、金になると判断すれば積極的に挑発に乗った振りさえもする。
小面 真紀（こおもて まき）・美紀（みき） / PEEKABOO（ピーカブー）
共に166cm、140パウンド。18歳。愛知出身。
能面の様な顔をした双子姉妹でPEEKABOO（英語で「いないいないバア」の意）のタッグ名で活動。山吹組の旗揚げではKAORI・伊村タッグと対戦する。相方の語尾を繰り返す、非常に淡々とした会話をし、双子故かテレパシーでも会話を行っている。メイク前は非常に淑やかな雰囲気を持ちながら、試合では豹変。双子である事を利用し、目印のワッペンを付け替え相手を混乱させ、伊村をキレさせる為にとかおりの腕を折る事も躊躇しない。

#### その他の団体の女子プロ選手
五月 愛（さつき あい）
西日本女子プロレス所属、売り出し中の18歳。木藤の対戦相手。体の硬い木藤に関節技を決める事で追い込むも、禁句であるブスの一言によって木藤がキレ逆転負けする。
ハリボテ桜（さくら）・ガッツ恵（めぐみ）
木藤の試合とかおり & 伊村の試合の間に行われた試合の選手。

#### 竜神舎
男子プロレスの中で最低最悪のド腐れ軍団であり、女が来ると聞いて犯す順番を争う様な危険な集団。地元では「竜神舎に連れて行く」と言えば泣いた子も泣きやみ、若い女性は老婆に化けて身の安全を図る。特訓の為にとリンダが単身で預けられる事となる。本部は海辺にある。
竜崎（りゅうざき）
竜神舎の頭であさ美の彼氏。実力がNo.1であるだけではなく、常に木刀を携帯し、鬼の様なしごきからメンバーからも恐れられているが、あさ美の前ではへたれ彼氏。古くから山吹との交流があるようで、山吹からの依頼を受けリンダを預かる。自分の彼女の対戦相手を育てる事となり、この事を理由としてあさ美からは振られてしまう。
八神（やがみ）
竜神舎のNo.2で、竜崎以上に過激な人物。暴れ出したら竜崎でも取り押さえる事は出来ない。預けられたリンダの教育を取り仕切った人物であり、プロレスラーリンダの育ての親。ほめ殺しによってリンダの特訓を行う。わずか2ヶ月でリンダを物としている事から指導者としての実力もある模様。
榎戸（えのきど）
恐らく一番の下っ端。非常にでこぼこした形の悪い頭を坊主にしている。じゃんけんで勝利した事から、リンダを最初に犯す事を主張する。リンダが訪れた際はリンダの奪い合いの中で試合用のオイルで火を噴き、メンバーを黒こげにした。
デブ
本名は不明。呼び名の通り太っており、その巨体から、対セキコ対策を主に担当。

#### 毎度プロレス
プロレス専門誌。他のスポーツ新聞が山吹VS藤村にばかり注目する中、唯一山吹組の新人にも注目する。
新庄 栄心（しんじょう えいしん）
毎度出版の毎度プロレスの新人。毎度新聞の政治班を希望していたが間違いで毎度プロレスに配属される。男尊女卑で女性を蔑視しており、いかさまであるとしてプロレスを認めていない。寺が嫌で家出して来たが、潜入ルポの為にと、修行と偽り道明寺に潜入させられる。リンダ達の練習を目の当たりにし、徐々に考え方を変え、プロレスや女性を認めて行く。
途中で山吹にばれるも山吹は素知らぬ振りをし、面白い記事を書かせる為にと山吹が流した「リンダが後継者である」とのデマを本社に贈りそれが元でリンダ狙いに。
宮田
毎度プロレスのデスク。栄心を潜入取材させる事を決める。名物編集者として試合時には実況放送席で解説を行った。
山本
毎度スポーツの記者。リンダの主審を探ろうと祇園に取材に出るが誰にも相手にされない。

#### 放送関係者
徳松（とくまつ）
旗揚げ試合の総合司会者。
近藤
後楽園ホール前での中継をおこなっていた女子アナ。
大宮
後楽園ホール内で司会をおこなっていた女子アナ。
若宮（わかみや）
実況担当のNNPテレビのアナウンサー。
ウルフ・野村（のむら）
東女初代チャンピオンで、実況放送席のゲスト。

#### その他
青梅 ミドリ（おうめ -）
パンツの飼い主の70歳のおばあさん。決して人に只で何かをする事はなく、道を聞くのにも代償を求める。
パン / パンツ
2歳の雄犬。パン屋の前で拾ったからパンだが、そう呼ぶのは飼い主だけであり、他の村民はパンツをはいている様な体の模様からパンツと呼ぶ。非常に元気が良く、散歩の際には一緒についてくる人間を文字通り引きずり回す。かおりがお気に入りで、よく散歩の相手をさせる。
道明寺の和尚
髭が濃く顔の下半分が青い。家賃は只と言って山吹組を居候させながら、旨く言いくるめて山の裏の村の雑用に使い、食料をせしめる。
麦久（むぎひさ）
山吹と共に歯磨き粉のCMに出演しているタレント。「芸能人は歯ぐきが命」と言うパロディ文句から当時CMが話題となっていた東幹久がモデル。山吹組の旗揚げ試合にもゲストとして司会者席に参列。
龍子（たつこ）
山吹が出演したトーク番組『龍子の部屋』の司会をやっている女性。モデルは黒柳徹子と『徹子の部屋』。

## 主な舞台
祇園
物語当初の舞台。リンダはここで舞妓をしていた。
オーディション会場
横浜近郊のプレハブ小屋。
道明寺
山吹組の合宿場所で、オーディション会場から山を越えた所にあるボロ寺。家賃は只ながらも、食い扶持等は稼がねばならず、メンバーは良い様に雑用に狩り出される事となった。
後楽園ホール
実在の格闘技の聖地であり、山吹の復帰戦、山吹組旗揚げ試合の会場となる。